# اندیس چشمه سبز
چشمه سبز یک اندیس فلزی است که در حوالی شهر شیر گشت استان خراسان قرار دارد و مادهٔ معدنی موجود در آن، سرب و روی است.سنگ میزبان این اندیس دولومیت شتری است و دیرینگی آن به دوران تریاس میانی می‌رسد. 